# ماسافومی هارا
ماسافومی هارا (به انگلیسی: Masafumi Hara) بازیکن فوتبال اهل ژاپن و عضو تیم ملی فوتبال ژاپن است که در تاریخ ۳۱ ژوئیه ۱۹۷۰ میلادی اولین بازی ملی‌اش را انجام داد. او در ۵ بازی ملی حضور داشت و آخرین بازی ملی خود را در تاریخ ۱۷ دسامبر ۱۹۷۰ میلادی انجام داد. ماسافومی هارا در بازی‌های ملی‌اش
گلی به ثمر نرساند.